# Nebulosa del Pelicà
La nebulosa del Pelicà o IC 5067 és una nebulosa d'emissió en la constel·lació de Cigne, situada prop de Deneb (α Cygni), i separada de la nebulosa de major grandària NGC 7000 per una regió fosca. La zona fosca es denomina El Golf de Mèxic, ja que en algunes plaques astronòmiques de fa molts anys s'assemblava a aquesta regió de la Terra. Ambdues nebuloses, IC 5070 i NGC 7000, formen part de la mateixa regió H II. Dins de la nebulosa del Pelicà, núvols de pols fosca també ajuden a definir l'ull i el llarg pic, mentre un front brillant de gas ionitzat suggereix la silueta del cap i del coll. La nebulosa situada en el que físicament seria la part posterior del coll és la que realment es denomina IC 5070 però és més coneguda com "El clatell".
Aquesta nebulosa ha estat molt estudiada perquè barreja formació estel·lar i núvols de gas en desenvolupament. La llum d'estels joves escalfa lentament el fred gas produint un front d'ionització que avança cap a l'exterior. Zones especialment denses de gas fred encara són visibles amb telescopis relativament modests i fins i tot amb prismàtics però es necessita d'un cel lliure de contaminació lumínica per apreciar els seus extensos contorns.